# Dyfuzja Knudsena
Dyfuzja Knudsena – forma dyfuzyjnego transportu gazu zachodząca w tak małych naczyniach lub w warunkach tak niskiego ciśnienia, że średnia droga swobodna dyfundujących cząstek ograniczona jest poprzez zderzenia ze ściankami naczynia, a nie przez zderzenia z innymi cząstkami. Jednym z głównych obszarów występowania dyfuzji Knudsena jest transport w substancjach mikroporowatych.
Ponieważ w warunkach dyfuzji (lub przepływu) Knudsena średnia droga swobodna cząstek gazu jest porównywalna z rozmiarami naczynia, do opisu tego zjawiska nie można stosować formalizmu opartego na ciągłych parametrach uśrednionych w czasie i przestrzeni (m.in. ciśnienie, gęstość, prędkość, temperatura) spełniających pewien układ równań różniczkowych cząstkowych. W szczególności przepływu Knudsena nie można opisywać równaniami Naviera-Stokesa.
W doświadczeniach obserwuje się, że strumień rozrzedzonego gazu przepływającego przez dostatecznie wąską kapilarę jest większy, niż wynikałoby to z prawa Poiseuille’a. Analogicznie pomiary przepuszczalności substancji porowatych wykonane za pomocą gazu pod niskim ciśnieniem dają większe wartości, niż wynikałoby to z liniowej teorii Darcy’ego.
Efekt ten tłumaczy się w ten sposób, że rozrzedzony gaz w mikrokapilarze lub mikroporach podlega dyfuzji Knudsena. W tych warunkach prędkość cząsteczek na ścianach naczynia jest większa od zera, co zwiększa wypadkowy strumień gazu. Zjawisko to zwie się poślizgiem (ang. slip), efektem Klinkenberga, przepływem Knudsena lub swobodnym przepływem molekularnym (ang. free molecular flow).
Wzrost przepuszczalności substancji porowatych dla przepływu rozrzedzonego gazu opisuje wzór Klinkenberga (1941):
{\displaystyle k_{g}=k_{l}(1+4c\lambda /r)=k_{l}(1+b/p),}
gdzie:
{\displaystyle k_{g}} – przepuszczalność dla gazu,
{\displaystyle k_{l}} – przepuszczalność dla cieczy,
{\displaystyle \lambda } – średnia droga swobodna cząsteczek gazu pod średnim ciśnieniem {\displaystyle p,}
{\displaystyle p} – ciśnienie gazu,
{\displaystyle r} – promień kapilary w modelu Klinkenberga,
{\displaystyle c~\sim ~1,}
{\displaystyle b} – parametr empiryczny zależący m.in. od {\displaystyle k_{l}.}
Powyższy efekt wykorzystuje się m.in. do wzbogacania uranu w elektrowniach jądrowych.